# Ravenna (Ohio)
Ravenna es una ciudad ubicada en el condado de Portage en el estado estadounidense de Ohio. En el Censo de 2010 tenía una población de 11.724 habitantes y una densidad poblacional de 797,37 personas por km².

## Geografía
Ravenna se encuentra ubicada en las coordenadas 41°9′41″N 81°14′31″O / 41.16139, -81.24194. Según la Oficina del Censo de los Estados Unidos, Ravenna tiene una superficie total de 14.7 km², de la cual 14.58 km² corresponden a tierra firme y (0.83%) 0.12 km² es agua.

## Demografía
Según el censo de 2010, había 11724 personas residiendo en Ravenna. La densidad de población era de 797,37 hab./km². De los 11724 habitantes, Ravenna estaba compuesto por el 91.07% blancos, el 5.62% eran afroamericanos, el 0.23% eran amerindios, el 0.44% eran asiáticos, el 0.03% eran isleños del Pacífico, el 0.28% eran de otras razas y el 2.33% pertenecían a dos o más razas. Del total de la población el 1.39% eran hispanos o latinos de cualquier raza.